# Danse macabre (film, 1964)
Pour les articles homonymes, voir Danse macabre (homonymie).
Pour plus de détails, voir Fiche technique et Distribution.
Danse macabre (titre original : Danza macabra) est un film d'épouvante franco-italien réalisé par Antonio Margheriti et Sergio Corbucci, sorti en 1964.

## Synopsis
Dans les faubourgs de Londres, un journaliste, Alan Foster, est envoyé pour interviewer Edgar Allan Poe sur ses histoires de terreur. Il est sceptique lorsque Poe lui avoue que ses histoires se sont réellement produites et qu'il ne peut être considéré comme un véritable romancier, mais comme un chroniqueur, tout comme lui. En guise de pari, Alan accepte de passer la nuit des morts, le 2 novembre, seul dans le château abandonné de Lord Blackwood. S'il passe la nuit sans s'échapper, il recevra à l'aube une récompense de cent livres de la part de Lord Blackwood lui-même. Alan se rend au château, où il rencontre une belle femme, Elizabeth Blackwood, mais ne se rend pas compte qu'il s'agit d'un spectre.
Au cours de cette longue nuit qui semble ne pas avoir de fin, elle lui fera revivre les événements qui ont conduit à sa mort ainsi qu'à celle des autres fantômes qui peuplaient le château en cette nuit d'horreur. Alan se lie avec sa belle invitée et finit par tomber amoureux d'elle, sans se rendre compte qu'il est la prochaine victime sacrificielle dont les fantômes ont besoin pour revenir à la vie, au moins pour une nuit. Juste avant l'aube, lorsque tous les fantômes/vampires se lèvent et le poursuivent pour le tuer, Elizabeth le défend, l'aide à s'échapper et sacrifie ainsi sa propre existence. À l'aube, le fantôme de la femme disparaît, laissant Alan en sécurité près de la porte. Mais le destin décide de les garder ensemble : la porte se referme avec une rafale de vent, anormale et mystérieuse, frappant l'homme à l'arrière de la tête avec l'un de ses fers crochus. Alan meurt ainsi, debout, en entendant la voix d'Elizabeth résonner dans sa tête.
Poe et Blackwood se rendent au château pour solder le pari et voyant Alan debout, Poe s'en réjouit. Mais en s'approchant, il s'aperçoit que le corps d'Alan est sans vie.

## Fiche technique
- Titre français : Danse macabre ou La Nuit du vampire[1]
- Titre original italien : Danza macabra
- Réalisation : Antonio Margheriti et Sergio Corbucci, assisté de Ruggero Deodato
- Scénario : Sergio Corbucci et Giovanni Grimaldi
- Musique : Riz Ortolani
- Photographie : Riccardo Pallottini
- Montage : Otello Colangeli
- Décors : Ottavio Scotti
- Production : Marco Vicario
- Sociétés de production : Giovanni Addessi Produzione Cinematografica et Ulysse Productions
- Société de distribution : Les films Marbeuf (France)
- Pays de production :  Italie,  France
- Langue originale : italien
- Format : noir et blanc — 35 mm — 1,85:1 — son mono
- Genre : horreur
- Durée : 87 minutes
- Dates de sortie :
  - Italie : 4 juillet 1964
  - France : 21 avril 1965[1]

## Distribution
- Barbara Steele (VF : Michèle Montel) : Elisabeth Blackwood, la sœur de Lord Blackwood morte depuis dix ans
- Georges Rivière (VF : Michel Gudin) : Alan Foster, un journaliste du Times qui a parié dix livres qu'il pourrait passer la nuit dans un château hanté
- Margarete Robsahm (VF : Jacqueline Ferriere) : Julia Alert
- Henry Kruger (VF : Raymond Loyer) : le Dr Carmus, un célèbre chercheur en médecine
- Montgomery Glenn (VF : Alain Nobis) : Edgar Allan Poe, le célèbre écrivain en déplacement à Londres
- Sylvia Sorrent : Elsi Perkings
- Ben Steffen (VF : Yves Brainville) : William
- Raoul H. Newman (VF : Gérard Férat) : lord Thomas Blackwood
- Phil Karson : Herbert, le palefrenier assassin
- Salvo Randone : Lester, le cocher

## Production
L'idée de Danse macabre est venue à Sergio Corbucci lorsque le producteur Giovanni Addessi lui a demandé de réaliser un film qui réutiliserait les décors médiévaux de sa précédente comédie, Le Religieux de Monza. Le réalisateur a demandé à son frère Bruno Corbucci et au scénariste Gianni Grimaldi d'écrire le scénario. Le sujet est attribué à une nouvelle d'Edgar Allan Poe, mais le film n'est pas adapté d'une œuvre spécifique de Poe. Ruggero Deodato, assistant réalisateur sur le tournage, a admis que c'est lui qui a convaincu Barbara Steele de jouer dans le film, malgré le fait que l'actrice venait de tourner Huit et demi avec Federico Fellini et voulait prendre ses distances avec les films d'épouvante. Danse Macabre deviendra l'un des films-phare de la carrière de l'actrice britannique Barbara Steele, révélée en 1960 par Le Masque du démon de Mario Bava et vedette à l'époque du cinéma d'horreur italien. Le cinéaste et sa vedette renoueront avec le succès avec un autre film en noir et blanc, La Sorcière sanglante, réalisé la même année.
Alors que la production était sur le point de commencer, Sergio Corbucci a découvert que son emploi du temps entrait en conflit avec le tournage et a invité son ami Antonio Margheriti à réaliser le film.
Margheriti avait un calendrier de tournage serré et a tourné le film en utilisant la même méthode qu'une production télévisée, en installant quatre caméras à la fois. Afin de terminer le travail à temps, Margheriti a fait appel à Sergio Corbucci pour réaliser la scène dans laquelle Giovanni Cianfriglia tue l'actrice principale jouée par Barbara Steele,.

## Exploitation
Le film est sorti dans les salles italiennes le 27 février 1964 et a rapporté un peu plus de 100 millions de lires au box-office Italie 1963-1964. Ce résultat décevant au box-office est l'une des raisons qui ont poussé Margheriti à réaliser un remake en couleur en 1971, intitulé Les Fantômes de Hurlevent, dans lequel Michèle Mercier reprendra le rôle de Barbara Steele et Anthony Franciosa celui de Georges Rivière, avec Klaus Kinski dans le rôle d'Edgar Allan Poe. Curieusement, les doubleurs Maria Pia Di Meo et Giuseppe Rinaldi, respectivement voix italiennes d'Elizabeth et d'Alan, reviendront doubler les mêmes personnages dans le remake, tandis que l'acteur Silvano Tranquilli sera rappelé pour jouer William cette fois. Le réalisateur dira plus tard qu'il était « stupide de refaire le film » et que « la photographie en couleur a tout détruit : l'atmosphère, la tension ». Margheriti décrira plus tard le film comme « bien plus ennuyeux » plusieurs années après sa sortie.
En France, Danse macabre sort le 14 avril 1965. La version française comprend une scène de nu de l'actrice norvégienne Margarete Robsahm.